# モスコー (アイダホ州)

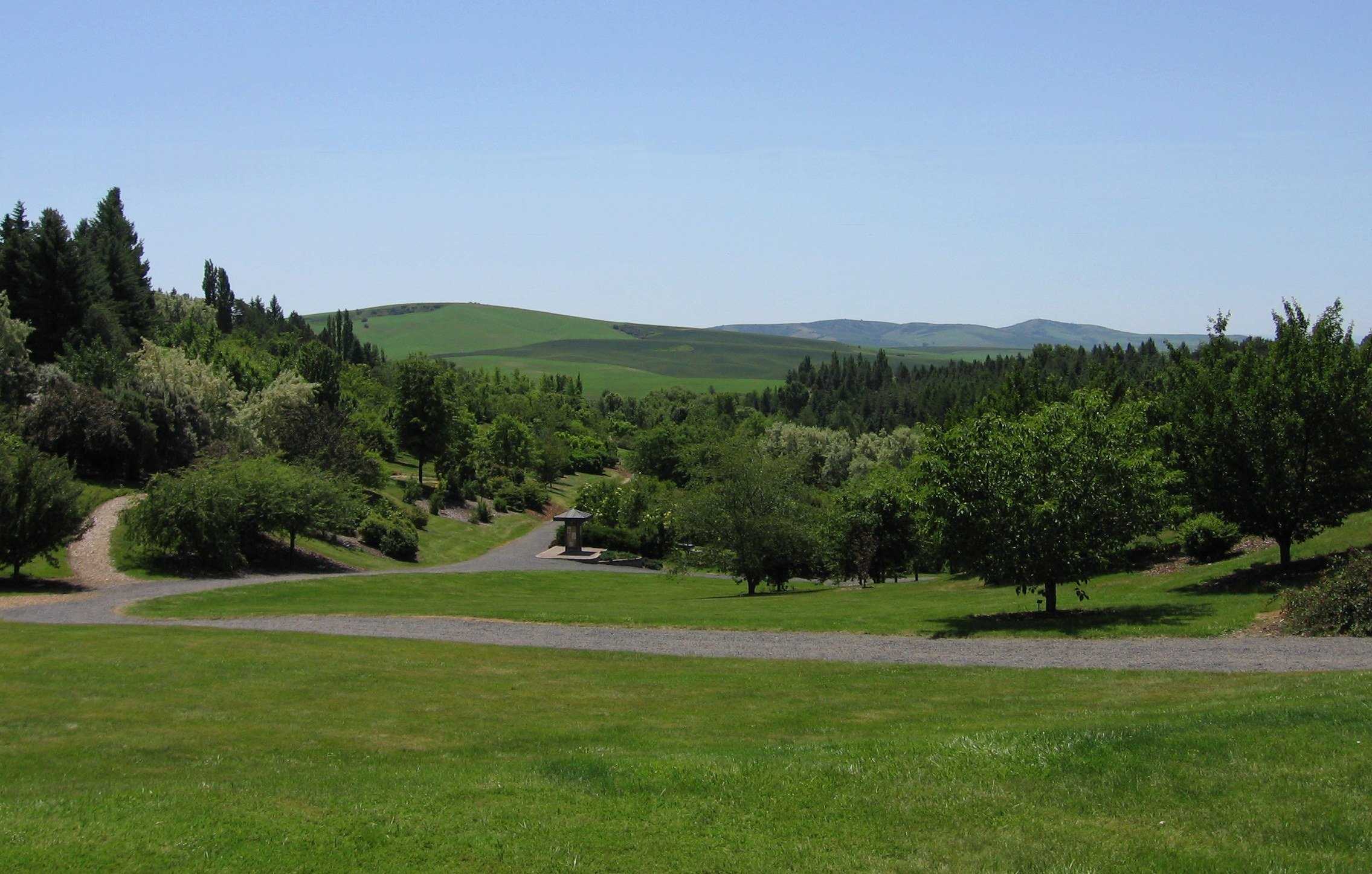
アイダホ大学の植物園

モスコー（Moscow）は、アメリカ合衆国アイダホ州北西部、ワシントン州との州境付近に位置する都市。同州レイタ郡の郡庁所在地である。人口は2万5435人（2020年）。アイダホ大学が本部キャンパスを構える大学町として知られている。ワシントン州東部からアイダホ州北西部にまたがる穀倉地帯に位置することから、地域の農業および商業の中心地でもある。
モスコーはその立地から州都ボイシよりもワシントン州東部とのつながりを強く持っている。特に約10km西に位置するワシントン州立大学の大学町プルマンとのつながりが強い。アイダホ大学とワシントン州立大学は学術面をはじめとして多方面で交流を有している。モスコーとプルマンはともに玄関口となる空港を共有している。またコー・ダリーンなど州北西部の他地域同様、モスコーはワシントン州と同じ太平洋標準時間帯に属している。

## 歴史
この地に入植者がやってきたのは1869年のことである。この一帯に自生していたユリ科の植物が豚の飼料として適していたことから、入植者たちはこの地をホッグヘブン（Hog Heaven）と呼んだ。その3年後、1872年に郵便局が設置されると、町内を流れるパラダイス川にちなんでパラダイスバレー（Paradise Valley）と呼ばれるようになった。現在のモスコーという名になったのは1875年であった。
市名の由来については諸説があるが、ロシアの同名の都市にちなんでいるという説はあまり有力ではない。代わりに有力な説とされているのは、町名を決めるべく入植者5人が集まった際に、郵便局長サミュエル・ネフ（Samuel Neff）が、「兄弟愛の街」という意味を持つモスコーという名を選んだというものである。ちなみに、ネフはペンシルベニア州モスコーの生まれで、後にアイオワ州モスコーに移り住んでいたが、この事実が町名の決定につながったかどうかは定かではない。
1875年にダウンタウンが形成されると、町は交易拠点として発展していった。1885年にユニオン・パシフィック鉄道が開通すると人口が急増し始め、1890年には人口2,000人を数えた。同年、町には2本目の鉄道となるノーザン・パシフィック鉄道が開通した。さらに同年7月には、アイダホ州が連邦43番目の州になった。1892年には、その3年前に創立されたアイダホ大学が開学した。

## 地理

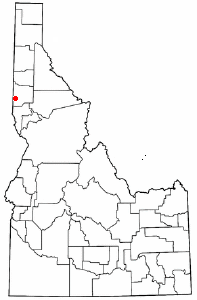
アイダホ州内の位置

モスコーは北緯46度43分54秒 西経116度59分50秒 / 北緯46.73167度 西経116.99722度（46.731745, -116.997188）に位置している。アメリカ合衆国統計局によると、モスコー市は総面積15.9km²（6.2mi²）である。市の全域が陸地であり、水域は無い。
市の北東には高さ1,519mのモスコー山をはじめとするパロース山地の山々が連なる。また南西には高さ1,128mのパラダイス・リッジがそびえる。モスコーのダウンタウンは標高780m、アイダホ大学は標高804mに位置している。周辺の土壌は肥沃で、ワシントン州東部からアイダホ州北西部にまたがる広大な穀倉地帯を形成している。主な農産物としては、小麦、えんどう豆、レンズ豆、キャノーラなどが挙げられる。
この地域の気候は湿潤で寒い冬と乾燥した夏に特徴付けられる。夏の日中の気温は摂氏25度を超えるが、乾燥しているため夕方になると涼しくなり、日本のような熱帯夜にはならない。冬は降雪のために湿潤であり、夏ほど気温の日較差は大きくない。ケッペンの気候区分では高地地中海性気候（Ds）と呼ばれる気候に属する。

## 人口動勢
以下は2000年国勢調査における人口統計データである。
| 基礎データ - 人口: 21,291人 - 世帯数: 7,724世帯 - 家族数: 3,869家族 - 人口密度: 1,336.7人/km²（3,460.6人/mi²） - 住居数: 8,029軒 - 住居密度: 504.1軒/km²（1,305.0軒/mi²） 人種別人口構成 - 白人: 92.23% - アフリカン・アメリカン: 0.91% - ネイティブ・アメリカン: 0.80% - アジア人: 3.13% - 太平洋諸島系: 0.14% - その他の人種: 0.97% - 混血: 1.82% - ヒスパニック・ラテン系: 2.47% 年齢別人口構成 - 18歳未満: 16.1% - 18-24歳: 35.8% - 25-44歳: 26.3% - 45-64歳: 14.0% - 65歳以上: 7.8% - 年齢の中央値: 24歳 - 性比（女性100人あたり男性の人口） - 総人口: 109.3 - 18歳以上: 110.1 | 世帯と家族（対世帯数） - 18歳未満の子供がいる: 24.2% - 結婚・同居している夫婦: 41.0% - 未婚・離婚・死別女性が世帯主: 6.4% - 非家族世帯: 49.9% - 単身世帯: 29.9% - 65歳以上の老人1人暮らし: 5.5% - 平均構成人数 - 世帯: 2.25人 - 家族: 2.87人 収入と家計 - 収入の中央値 - 世帯: 26,884米ドル - 家族: 46,331米ドル - 性別 - 男性: 35,494米ドル - 女性: 24,560米ドル - 人口1人あたり収入: 14,930米ドル - 貧困線以下 - 対人口: 22.4% - アイダホ大学の学生が含まれるため高い数値になっている。 - 対家族数: 9.5% - 18歳未満: 8.2% - 65歳以上: 4.5% |

## 姉妹都市
モスコーは以下の都市と姉妹都市提携を結んでいる。
- ビラ・カルロス・フォンサカ（ニカラグア）